# 알레산드로 마에스트리
알레산드로 "알렉스" 마에스트리(이탈리아어: Alessandro "Alex" Maestri, 1985년 6월 1일 ~ )는 이탈리아의 야구 선수이다. 현재 오스트레일리안 베이스볼 리그 시드니 블루삭스에서 뛰고 있다.
2016년 3월 15일 한화 이글스의 새 용병투수로서 한국 프로 야구에 발을 디뎠다. 2016년 6월 20일에 웨이버 공시되었다.

## 이탈리아 프로야구 시절
2005년 산마리노 베이스볼 클럽에 입단하였다.

## 호주 프로 야구 시절
2011년 브리즈번 밴디트라는 팀에서 뛰었다.

## 한국 프로 야구 시절

### 한화 이글스시절
2016년 한화 이글스에 입단하여 이탈리아 국적 선수로는 처음으로 한국에서 활동하게 되었다. 2016시즌 9경기에 등판해 2승 2패, 9.42의 부진한 성적을 남기고 퇴출되면서 콜린 벨레스터, 로버트 코엘로에 이어 2016시즌 3호 퇴출 외국인 선수가 되었다. 한화 이글스는 대체 선수로 파비오 카스티요를 영입하였다.